# Amputation (Band)
Amputation war eine kurzlebige Death-Metal-Band aus Norwegen, die von Harald Nævdal gegründet wurde und von 1989 bis 1990 bestand.

## Geschichte
In Eigenregie nahm die Band 1989 das Demoband Achieve the Mutilation mit vier Stücken auf, das als Musikkassette vertrieben wurde. Ein Jahr später folgte das Demo Slaughtered in the Arms of God, das zwei Stücke enthielt und bei dem die Musikkassette nur einseitig bespielt war. Nach dem Ende der Band gründete Nævdal gemeinsam mit Abbath Immortal.
30 Jahre später veröffentlichte das US-amerikanische Plattenlabel Nuclear War Now! Productions 2020 das Kompilationsalbum Slaughtered in the Arms of God, das die beiden Titel der gleichnamigen Demoaufnahme, die vier Stücke des ersten Demos sowie sechs Probeaufnahmen enthält. Ebenso veröffentlichte das Label das Livealbum Live Verftet Thrash Fest Sept 29-30 1989.

## Diskografie
- 1989: Achieve the Mutilation (Demo)
- 1990: Slaughtered in the Arms of God (Demo)
- 2020: Slaughtered in the Arms of God (Kompilationsalbum)
- 2020: Live Verftet Thrash Fest Sept 29-30 1989 (Livealbum)